# كومبتون بينيت
كومبتون بينيت (بالإنجليزية: Compton Bennett)‏ (و. 1900 – 1974 م) هو مخرج أفلام، وكاتب سيناريو، ومنتج أفلام من المملكة المتحدة، والمملكة المتحدة لبريطانيا العظمى وأيرلندا، توفي في ساسكس، عن عمر يناهز 74 عاماً.

## وصلات خارجية
- كومبتون بينيت على موقع IMDb (الإنجليزية)
- كومبتون بينيت على موقع ألو سيني (الفرنسية)
- كومبتون بينيت على موقع أول موفي (الإنجليزية)
- كومبتون بينيت على موقع قاعدة بيانات الأفلام السويدية (السويدية)
- كومبتون بينيت على موقع قاعدة بيانات الفيلم (الإنجليزية)
- كومبتون بينيت على موقع كينوبويسك (الروسية)